# Carlos Alayza y Roel
Carlos Alayza y Roel (Lima, 27 de noviembre de 1878-Ibídem, 5 de febrero de 1959) fue un ingeniero y político peruano. Fue senador por Junín (1915-1919) y ministro de Fomento y Obras Públicas (1933).

## Biografía
Hijo de Carlos Alayza Portillo (descendiente del prócer limeño Vicente Morales Duárez) y Elvira Roel y Mendivil.
Cursó sus estudios escolares en el Colegio de la Inmaculada (Lima), regentado por los padres jesuitas. Luego ingresó a la Escuela de Ingenieros, donde obtuvo el título de ingeniero de minas.
El 11 de julio de 1913 contrajo matrimonio con Isabel Escardó y Salazar, con la que tuvo cinco hijos.
Ejerció su profesión en distintas zonas del Perú. En Arequipa, y posteriormente en Junín, realizó gestiones beneficiosas para la industria minera, lo que cimentó su prestigio profesional.
Fue elegido senador por Junín, ejerciendo dicha función durante el segundo gobierno de José Pardo (1915-1919). En tal calidad, intervino en forma decisiva en los debates parlamentarios referentes al fomento de la minería.
Durante el segundo gobierno de Óscar R. Benavides fue nombrado ministro de Fomento y Obras Públicas, formando parte del gabinete ministerial presidido por Jorge Prado Ugarteche, de junio a noviembre de 1933.
Fue también director del Banco de Reserva; socio de la Beneficencia Pública de Lima; y presidente ad-honorem de la Comisión Distribuidora de Fondos Pro-Desocupados, durante 17 años. Fue también miembro activo del Consejo Superior de Industrias.

## Condecoraciones
- Orden El Sol del Perú
- Medalla de Oro de la Municipalidad de Lima